# Église Saint-Martin de Cocquerel
L'église Saint-Martin de Coquerel est une église paroissiale située dans le village de Cocquerel dans le département de la Somme à une douzaine de kilomètres à l'est d'Abbeville.

## Historique
La construction de l'église actuelle de Cocquerel remonte au XVIe siècle. Elle est protégée en tant que monument historique depuis son classement par arrêté du 10 septembre 1913.

## Caractéristiques

### Extérieur
L'édifice est de style gothique finissant. Le chœur, plus élevé que la nef, a été construit au XVIe siècle, il conserve un maître-autel du XVIIe siècle. Le clocher-porche a été construit au XVIIe siècle, surmonté d'une flèche de pierre.
Sur la façade sud de l'église, on voit encore la trace d'un cadran solaire gravé sur la pierre avec la date de 1726. Il est incomplet car on a percé une ouverture sur une partie de son emplacement. Des chiffres arabes gravés sont visibles dans l’arc de la couronne. Il n’y a ni devise, ni stylet.
Des traces de trois autres cadrans apparaissent sur la façade sud. L'un garde les traces de rayons peints en rouge, les deux autres semi-circulaires sont moins visibles.

### Intérieur
La nef est voûtée de charpente avec blochets sculptés de figures de saints ; on reconnaît : saint Adrien, sainte Barbe, saint Christophe, saint Jacques, saint Sébastien ainsi que : Charlemagne et l'Annonciation. 
L'orgue de tribune a été construit dans les années 1850 par Charles Gadault.